# 柱密度
柱密度或称为柱质量密度在天文学是中指单位面积为底面的整个柱状区域中物质的数量：
{\displaystyle N=\int n\mathrm {d} s.}
而在大气科学中通常指的是物质的质量：
{\displaystyle \sigma =\int \rho \mathrm {d} s.}